# Flatvarp
Flatvarp är en by på östra delen av ön Stora Askö i Tjusts skärgård i nordöstligaste Kalmar län i Västerviks kommun.
Flatvarp kännetecknas av den cirka 100 m långa fiskehamnen i betong som även fungerar som gästhamn på sommaren, med särskilda platser reserverade för yrkesfisket och för Sjöräddningssällskapets båt Rescue Elsa Golje av Loftahammar.
Namnet Flatvarp finns nedtecknat sedan länge, till exempel i brev till domkapitlet i Linköping år 1637.
På vintern befolkas Flatvarp av ett litet antal fast boende som i stort sett endast består av två familjer med rötter inom fiske och sjöfart. Flatvarp har även en gång varit hemmahamn för två lastfartyg, M/F Gullbritt och M/F Fenix. 